# Questa sera si recita a soggetto
Questa sera si recita a soggetto è un'opera teatrale di Luigi Pirandello, scritta tra la fine del 1928 e l'inizio del 1929, subito dopo l'esperienza di capocomico presso il Teatro d'Arte di Roma.
È considerata la terza parte della trilogia che il drammaturgo dedica al teatro nel teatro, preceduta da Sei personaggi in cerca d'autore e Ciascuno a suo modo.
Il nucleo centrale dell'opera è un adattamento della novella Leonora, addio!, scritta da Pirandello nel 1910 e contenuta nella raccolta Novelle per un anno.
La prima rappresentazione assoluta si ebbe a Könisberg il 25 gennaio 1930 nella versione in tedesco tradotta dall'italiano da Harry Kahn col titolo Heute Abend wird aus dem Stegreif gespielt.
La prima rappresentazione in Italia avvenne al Teatro di Torino il 14 aprile del 1930 con una Compagnia appositamente costituita diretta da Guido Salvini.
Questa sera si recita a soggetto, infatti, indaga sull'autoritarismo del regista di teatro, figura allora innovativa nel panorama teatrale, sulla messa in scena, e scruta i rapporti che intercorrono tra lui e gli attori e, conseguentemente, il rapporto degli attori con il pubblico.

## Trama
Mentre il pubblico del teatro è in attesa che cominci lo spettacolo, si sente un altercare dietro il sipario del palcoscenico, che a mano a mano diventa una vera e propria lite. Alcuni spettatori dalla platea e dalla galleria reclamano il silenzio, e poi, a sipario alzato, continuano a discutere con il regista, il dottor Hinkfuss, mentre gli attori della commedia sono scesi in sala confondendosi con il pubblico.
Il motivo della discussione riguarda la messa in scena della commedia, che si basa sulla novella di Pirandello Leonora, addio!, che deve essere rappresentata a soggetto, senza un copione determinato. Il regista, forse per la sua mentalità tedesca, vuole spezzettare il racconto in precisi quadri e scene di gusto spettacolare e formale, facendo così perdere l'intensità dei sentimenti rappresentati nella commedia che riguarda una passione forte ed intensa come la gelosia.
Di parere tutto contrario a quello del regista sono gli Attori che reclamano la loro libertà d'interpretazione, il diritto alla spontaneità dei sentimenti rappresentati, dove potrà evidenziarsi il loro talento recitativo.
E sono loro ad averla vinta e a dare inizio alla rappresentazione della commedia che racconta della gelosia di Rico Verri per la moglie Mommina che in passato ha avuto delle cadute da farsi perdonare ma che il marito, pazzamente geloso, non riesce a dimenticare costringendola a rimanere segregata in casa.
Ad alleviarle i tormenti subìti dal marito sopraggiunge a far visita a Mommina sua sorella che deve interpretare nel teatro del paese Il trovatore. Mentre Mommina canta con la sorella l'aria Leonora addio che le rammenta la sua spensierata giovinezza perduta, cade morta.
La stessa attrice che sta interpretando con tutta se stessa il personaggio di Mommina cade a terra tramortita, quasi esanime anche lei.
Il regista freddamente allora dichiara che l'accaduto dimostra la sua tesi: il teatro è spettacolo esteriore e gli attori devono recitare secondo un preciso copione mantenendo sempre separato il loro ruolo scenico dalla loro stessa interiorità.

## Edizioni
- Luigi Pirandello, Maschere nude, a cura di Italo Zorzi e Maria Argenziano, Newton Compton Editori, 2007
- Luigi Pirandello, Questa sera si recita a soggetto, Mauro Liistro Editore, ebook ASIN: B00ISIDLXO, 2014
- Luigi Pirandello, Questa sera si recita a soggetto, Mauro Liistro Editore, ISBN 978-1496137227, 2014
- Luigi Pirandello, Questa sera di recita a soggetto, Mondadori Libri, ISBN 978-88-04-78354-1, 2024